# Danijel Majkić
Danijel Majkić (Kirin Serbia: Данијел Мајкић; sinh 16 tháng 12 năm 1987 ở Banja Luka, SR Bosnia và Herzegovina, Nam Tư) là một cầu thủ bóng đá Bosnia và Herzegovina, thi đấu cho FK Borac Banja Luka ở Giải bóng đá ngoại hạng Bosnia và Herzegovina.

## Sự nghiệp
Ngày 17 tháng 6 năm 2010 FC Krylia Sovetov Samara ký hợp đồng với tiền vệ Bosnia từ Velež Mostar của Giải bóng đá ngoại hạng Bosnia và Herzegovina.